# 夢かもしれない
『夢かもしれない』（ゆめかもしれない）は、The S・h・eのシングル。1997年6月18日に東芝EMIよりリリースされた。

## 解説
OVA『ふしぎ遊戯 第二部』エンディングテーマとして使用されたもので、この曲が実質的なデビュー曲である。

## 収録曲
1. 夢かもしれない
  - OVA『ふしぎ遊戯 第二部』エンディングテーマ
  - 作詞：青木久美子、作曲：家原正嗣、編曲：山中紀昌
2. eyes
  - 作詞：青木久美子、作曲・編曲：TA,Cool
3. 夢かもしれない (オリジナル・カラオケ)
4. eyes (オリジナル・カラオケ)